# Javin DeLaurier
Javin Que DeLaurier (ur. 7 kwietnia 1998 w Mission Viejo) – amerykański koszykarz, występujący na pozycji środkowego, obecnie zawodnik Wisconsin Herd.

## Kariera sportowa
W 2015 zdobył złoty medal w turnieju Adidas Nations.
W 2021 reprezentował Atlantę Hawks podczas rozgrywek letniej ligi NBA w Las Vegas.
2 stycznia 2022 dołączył po raz kolejny do Wisconsin Herd.

## Osiągnięcia
Stan na 8 stycznia 2022, na podstawie, o ile nie zaznaczono inaczej.
NCAA
- Uczestnik rozgrywek:
  - Elite 8 turnieju NCAA (2018, 2019)
  - turnieju NCAA (2017–2019)
- Mistrz turnieju konferencji Atlantic Coast (ACC – 2017, 2019)

Indywidualne
- Zaliczony do I składu All-CEBL (2021)